# Фарсан
Фарса́н (перс. فارسان‎) — город на юго-западе Ирана, в провинции Чехармехаль и Бахтиария. Административный центр шахрестана  Фарсан.
На 2006 год население составляло 26 219 человек; в национальном составе преобладают бахтиары.
| 1986   | 1991   | 1996   | 2006   | 2010   |
| ------ | ------ | ------ | ------ | ------ |
| 14 938 | 18 428 | 20 097 | 26 219 | 29 253 |

## География
Город находится в северной части Чехармехаля и Бахтиарии, в горной местности центрального Загроса, на высоте 2 072 метров над уровнем моря.
Фарсан расположен на расстоянии приблизительно 25 километров к юго-западу от Шехре-Корда, административного центра провинции и на расстоянии 380 километров к юго-западу от Тегерана, столицы страны.